# Liste des conseillers régionaux de Loir-et-Cher

## Mandature 2021-2028
| Nom | Nom                      | Parti | Groupe                                    | Autres mandats                                                                                         |
| --- | ------------------------ | ----- | ----------------------------------------- | --- |
|     | Marc Gricourt            | PS    | Socialistes, radicaux et démocrates       | Maire de Blois, 1er Vice-président du Conseil régional du Centre-Val de Loire                          |
|     | Karine Gloanec Maurin    | PS    | Socialistes, radicaux et démocrates       | Première adjointe de Couëtron-au-Perche Présidente de la communauté de communes des Collines du Perche |
|     | Charles Fournier         | EÉLV  | Écologie et Solidarité                    | |
|     | Delphine Benassy         | ÉCO   | Écologie et Solidarité                    | |
|     | Emmanuel Léonard         | PCF   | Communiste et Républicain                 | |
|     | Marc Fesneau             | MoDem | Centre, démocrate, républicain et citoyen | Ministre de l'Agriculture et de la Souveraineté alimentaire                                            |
|     | Gaëtane Touchain-Maltête | DVC   | Centre, démocrate, républicain et citoyen | |
|     | Michel Chassier          | RN    | Rassemblement national et alliés          | |
|     | Marine Bardet            | RN    | Rassemblement national et alliés          | Conseillère municipale de Blois                                                                        |
|     | Alexandre Avril          | UDR   | Non inscrits                              | Maire de Salbris                                                                                       |

## Mandature 2015-2021
| Nom | Nom                          | Parti                | Groupe                              | Autres mandats |
| --- | ---------------------------- | -------------------- | ----------------------------------- | --- |
|     | Michel Chassier              | FN                   | Front national                      | |
|     | Mathilde Paris               | FN                   | Front national                      | |
|     | Guillaume Peltier            | LR                   | Union de la droite et du centre     | Maire de Neung-sur-Beuvron (2014-2017), Président de la Communauté de communes de la Sologne des Etangs, porte-parole des Républicains (2016-2017), député (depuis 2017) |
|     | Isabelle Maincion            | UDI                  | Union de la droite et du centre     | Maire de la Ville-aux-Clercs (depuis 2001) |
|     | Marc Gricourt                | PS                   | Socialistes, radicaux et démocrates | Maire de Blois, 1er Vice-président du Conseil régional du Centre-Val de Loire                                                                                            |
|     | Tania André                  | PS                   | Socialistes, radicaux et démocrates | |
|     | Pascal Usseglio              | PS puis Génération.s | Socialistes, radicaux et démocrates | |
|     | Jean-Pierre Charles-Guimpied | PS                   | Socialistes, radicaux et démocrates | |
|     | Audrey Rousselet             | PS                   | Socialistes, radicaux et démocrates | |

## Mandature 2010-2015
Le Loir-et-Cher compte 10 conseillers régionaux sur les soixante-dix-sept élus qui composent l'assemblée du conseil régional du Centre issus des élections des 14 et 21 mars 2010.
Les 10 conseillers régionaux sont répartis en trois élus PS-PRG ou apparentés, trois élus UMP-NC ou apparentés, deux élus EÉLV ou apparentés, un élu PCF-PG ou apparentés, et un élu FN.
| Nom | Nom                   | Groupe | Positionnement       | Autres mandats |
| --- | --------------------- | ------ | -------------------- | -------------- |
|     | Claude Beaufils       | UPRC   | Opposition régionale |                |
|     | Alain Beignet         | PSa    | Majorité régionale   |                |
|     | Yan Bourseguin        | PSa    | Majorité régionale   |                |
|     | Michel Chassier       | FN     | Opposition           |                |
|     | Charles Fournier      | EÉ     | Majorité régionale   |                |
|     | Karine Gloanec Maurin | PSa    | Majorité régionale   |                |
|     | Isabelle Maincion     | UPRC   | Opposition régionale |                |
|     | Nicolas Perruchot     | UPRC   | Opposition régionale |                |
|     | Monique Raynaud       | GC-FdG | Majorité régionale   |                |
|     | Chantal Rebout        | EÉ     | Majorité régionale   |                |

## Mandature 2004-2010
Le Loir-et-Cher compte  10 conseillers régionaux sur les soixante-dix-sept élus qui composent l'assemblée du conseil régional du Centre issus des élections des 21 et 28 mars 2004.
| Nom | Nom                      | Groupe | Positionnement       | Autres mandats                     |
| --- | ------------------------ | ------ | -------------------- | ---------------------------------- |
|     | Tania André              | PS     | Majorité régionale   |                                    |
|     | Béatrice Arruga          | PS     | Majorité régionale   |                                    |
|     | Alain Beignet            | PS     | Majorité régionale   |                                    |
|     | Jean-Christophe Delanoue | PCF    | Majorité régionale   |                                    |
|     | Miguel de Peyrecave      | FN     | Opposition           |                                    |
|     | Marc Fesneau             | MoDem  | Opposition régionale |                                    |
|     | Catherine Fourmond       | Verts  | Majorité régionale   |                                    |
|     | Agnès Thibault           | MoDem  | Opposition régionale |                                    |
|     | Bernard Valette          | PS     | Majorité régionale   |                                    |
|     | Guy Vasseur              | UMP    | Opposition régionale | Conseiller général de Loir-et-Cher |